# Вінтерові
Вінтерові (Winteraceae) — родина квіткових рослин порядку канелоцвітих (Canellales). Містить 60-90 видів у 5 родах. Вінтерові поширені в тропічних та помірних регіонах Малезії, Океанії, Східної Австралії, Нової Зеландії, Мадагаскару та Неотропіків. Найбільшого видового різноманіття родина досягає в Індонезії, Новій Гвінеї та Австралії.

## Опис
Чагарники або невисокі дерева. Листя чергове, зі світло-зеленими крапками та запашним ароматом. Деякі види використовуються для отримання ефірних олій. Прилистки відсутні. Квітки дрібні, з'являються у суцвіттях або пучками. Вони мають від двох до шести вільних чашолистків, лише у роді Drimys вони об'єднані.